# Lots
För andra betydelser, se Lots (olika betydelser).

Signalflaggan H med betydelsen:
Jag har lots ombord

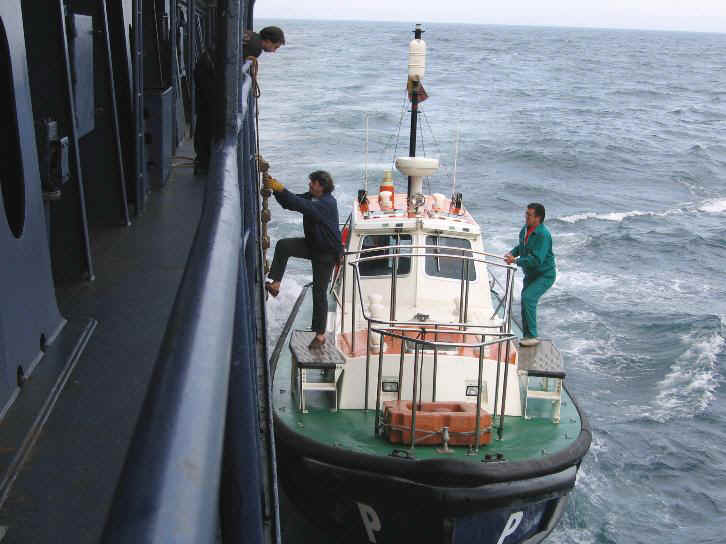
Lots stiger ombord.

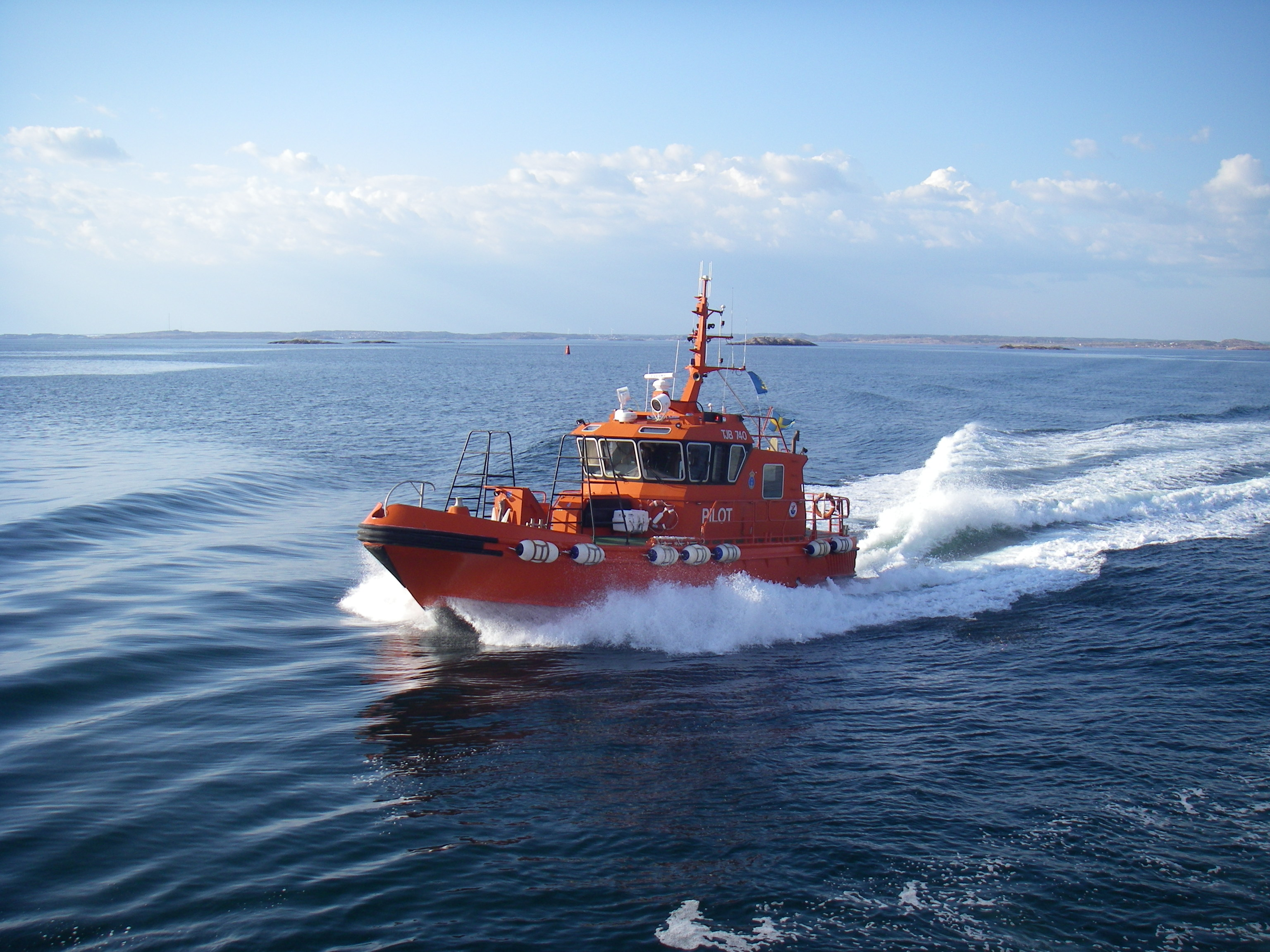
Lotsbåten Pilot 740 SE i Brofjorden i Bohuslän

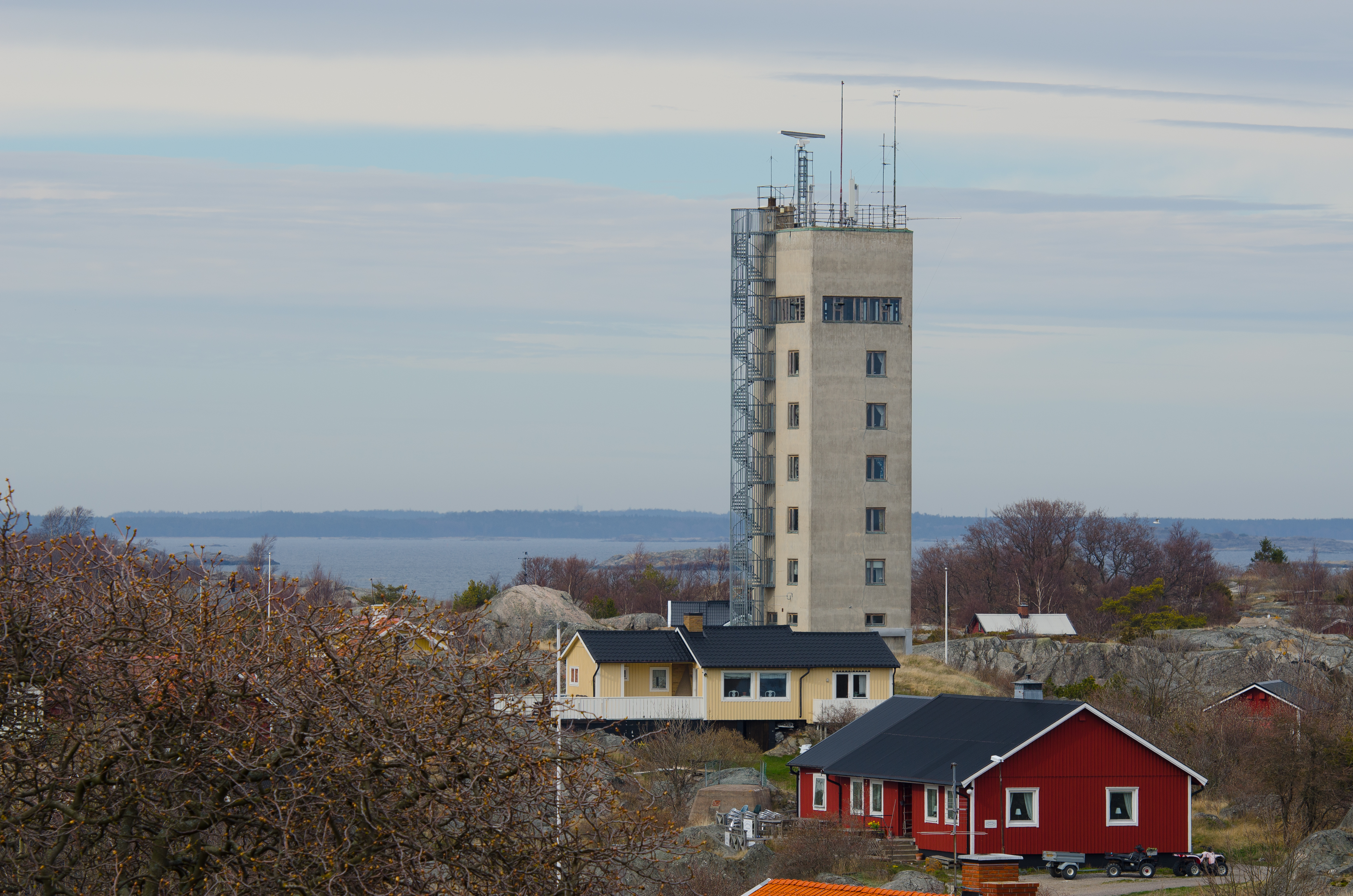
Utsiktstorn på Landsorts lotsstation

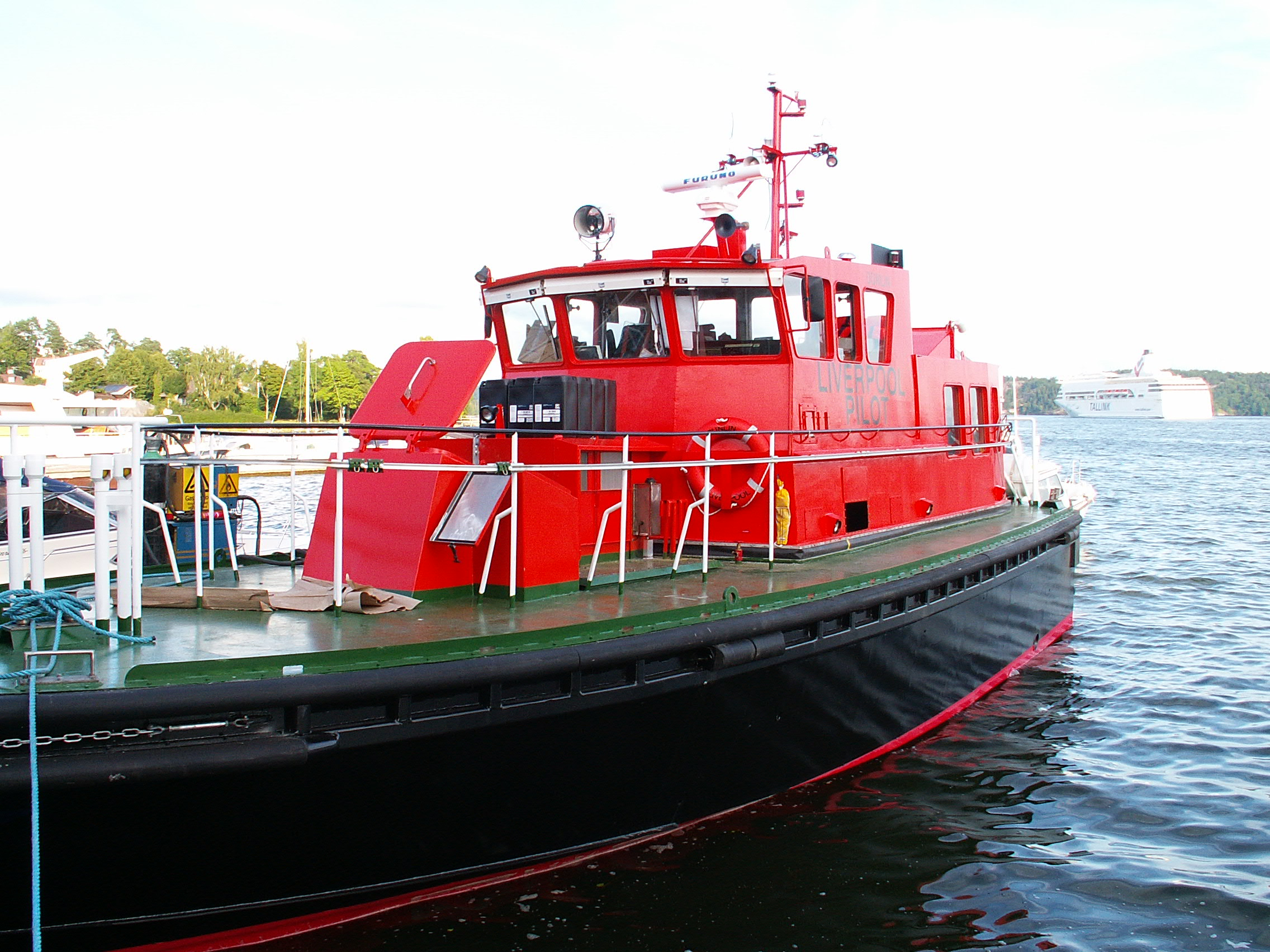
Nybyggd större brittisk lotsbåt. Längd 16 meter, deplacement 25 ton

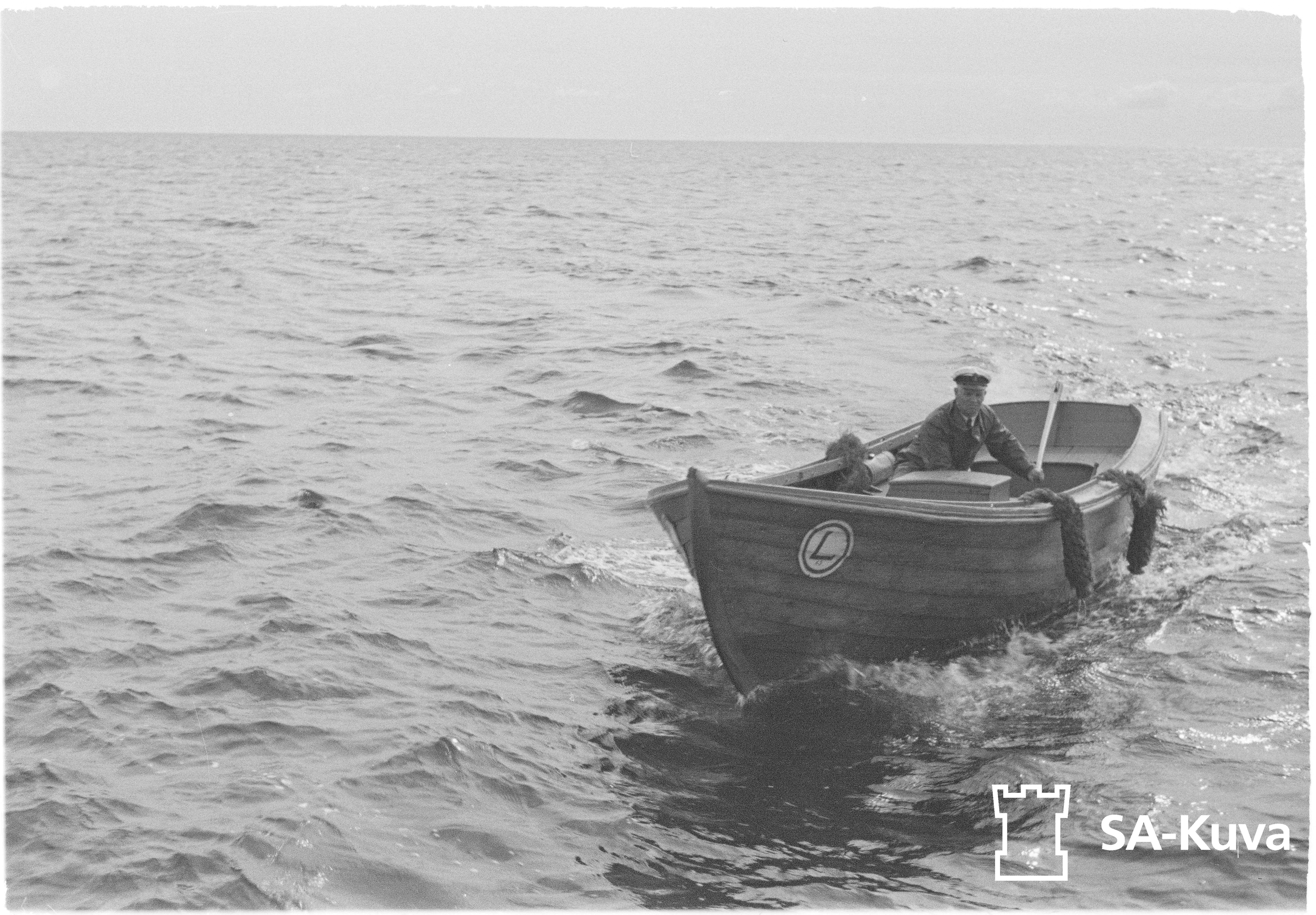
Lotsar från Kobba Klintar på Åland möter en finsk konvoj 1942

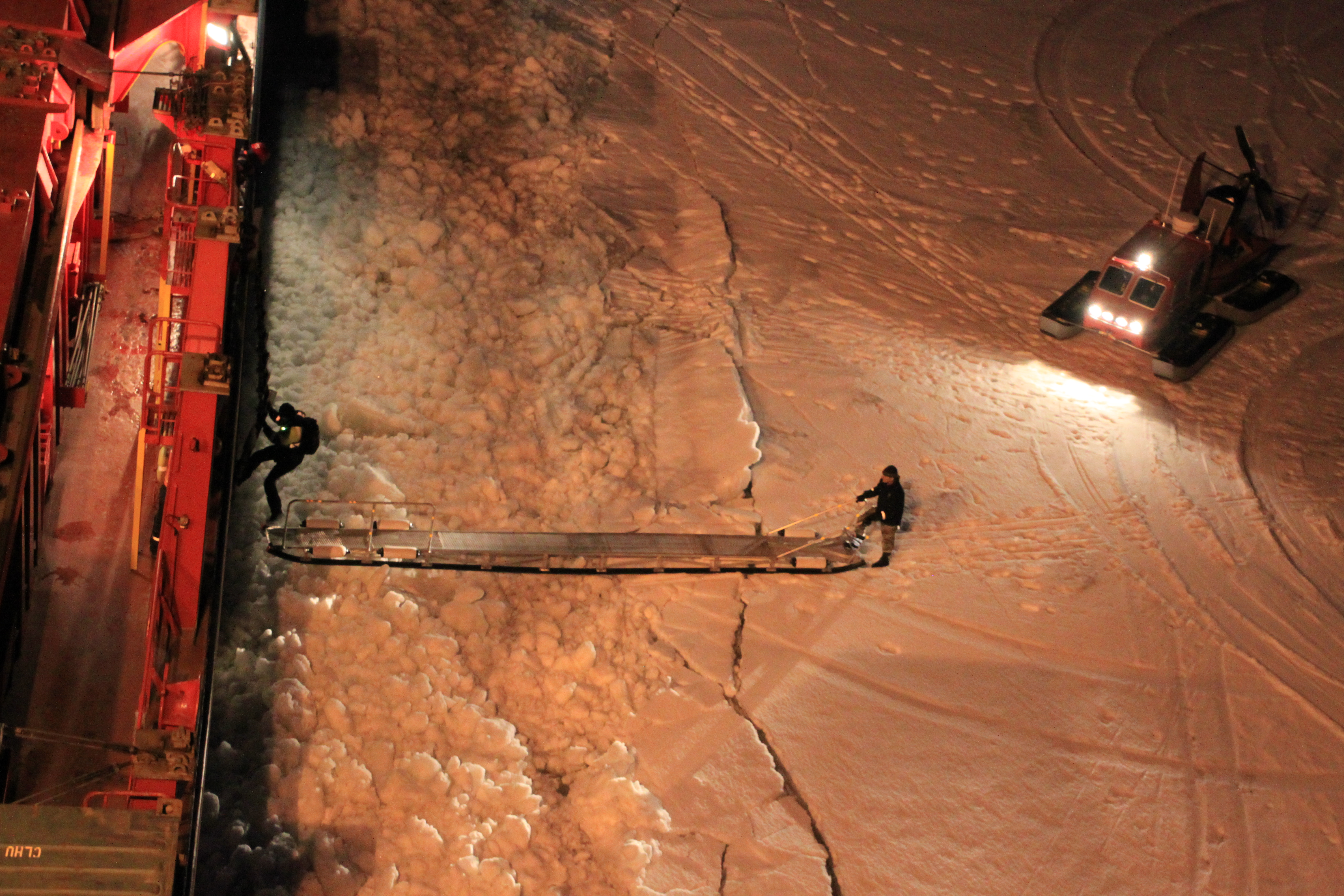
Lots stiger ombord vintertid utanför Uleåborg på isbro med hjälp av hydrokopter

En lots är, inom sjöfarten, en vägvisare som efter beställning anlitas när fartyg över en viss storlek ska anlöpa hamn (hamnlotsar) eller passera speciellt svåra områden. Vid sidan av dessa kategorier finns det också utsjölotsar, som biträder fartygsbefälhavaren med navigation i öppet hav, samt kanallotsar som lotsar båtar på delar av kanaler och andra inländska sjövägar. Själva verksamheten att lotsa kallas för lotsning.

## Sverige

### Nutid
I Sverige har alla större fartyg (över 70 meter långa eller 14 meter breda) lotsplikt. Befälhavaren är då skyldig att anlita lots på svenskt inre vatten. Befälhavare på fartyg som regelbundet trafikerar samma farvatten, exempelvis färjor i linjetrafik, kan få lotsdispens för den aktuella sträckan och behöver då inte längre ta lots ombord för de lotspliktiga sträckorna. 
Lotsen anländer i en orange lotsbåt, med beteckningen LOTS eller PILOT, som körs av en båtman och kliver ombord för att tillfälligt vägleda fartyget. Tidigare övervakade lotsarna "sitt" vattenområde från en lotsutkik. 
Lotsen är i Sverige anställd av Sjöfartsverket som har cirka 215 lotsar anställda. Svenska lotsar utbildas internt vid Sjöfartsverket. Lotsen har en teoretisk bakgrund med sjökaptensexamen. Efter en tids erfarenhet som fartygsbefäl följer en träningsperiod som lotselev för att, först, få lotsa de mindre fartygen. Att få "full styrsedel", det vill säga att få lotsa alla förekommande fartyg inkluderat hantering av bogserbåtar, tar flera år.
Sjöfartsverket tillhandahåller lotsning och biträde av lots till fartyg inom svenskt sjöterritorium. I genomsnitt utförs cirka 40 000 lotsningar per år.

### Historik
År 1674 fastslogs att endast flottans styrmannakår och vissa skärgårdslotsar med fullmakt hade rätt att lotsa.

## Danmark
I Danmark finns det ett statligt och två privata lotsföretag (2008).  
- DanPilot, den tidigare statliga myndigheten Lodsvæsnet.
- Danish Pilot Service, Danmarks första privata lotsningsföretag, bildat 2007.
- Frederikshavn Pilot Service, Danmarks andra privata lotsningsföretag, grundat 2008.

## Tyskland
Det tyska lotsväsendet bedrivs av nio lotserier eller lotsbrödraskap (Lotsenbrüderschaften), vilka har rättslig ställning som  offentligrättsliga korporationer och utövar monopol på lotsverksamheten inom sina revir. Lotsarna är egenföretagare och väljer lotsbrödraskapets ledning.
Federala lotserier 2007
- Elbe, Hamburg (242 lotsar)
- Kielkanalen I, Brunsbüttel (131 lotsar)
- Kielkanalen, Kiel (146 lotsar) och Lübeck (22 lotsar)
- Weser I, Bremen (40 lotsar)
- Weser II/Jade, Bremerhaven) (101 lotsar)
- Ems, Emden  (33 lotsar)
- Wismar, Rostock och Stralsund, Warnemünde (31 lotsar).

Delstatliga hamnlotserier 2001
- Hamburg, (61 lotsar)
- Bremerhaven, (29 lotsar)